# Ланслебур-Мон-Сені (кантон)
Ланслебур-Мон-Сені є колишнім французьким кантоном, розташований у департаменті Савоя та регіоні Рона-Альпи.
Він зник у 2015 році після перерозподілу кантонів у 2014 році.